# Lära att lära
Lära att lära är en av EU:s åtta nyckelkompetenser som används i studier av ett lands utbildningsnivå.
Förmågan att ”lära om och lära nytt” är en av de viktigaste kompetenser man behöver ha med sig från ungdomsskolan ut i vuxenlivet. Att lära att lära är grunden i allt formativt arbete.
Hur, var, och när man lär påverkas idag i större utsträckning av de olika nya informationskanaler, medier, massmedier man omger sig med, bl.a. av kraftfullheten i internet och i de sociala medierna. Gränsen mellan formellt lärande och informellt lärande är idag[när?] mer otydlig än för 20 år sedan. Alla möter i dag en komplex mängd information i olika medier, vilket ger olika perspektiv på tillvaron. Ingens algoritm för inlärning, eller repetition av information, är den andra lik.
Ett gemensamt långsiktigt mål för alla skolformer är att skapa förutsättningar för individens möjligheter till ett livslångt lärande. Europaparlementet och Europeiska Unionens råd är att nyckelkompetensen Lära sig att lära, med flera, ska integreras som en naturlig del i all utbildning så att eleverna successivt får en möjlighet att utveckla sin förmåga att organisera sitt eget, personliga lärande.